# ییهلاوکا
ییهلاوکا (به چکی: Jihlávka) یک منطقهٔ مسکونی در جمهوری چک است که در ناحیه ییهلاوا واقع شده‌است. ییهلاوکا ۸٫۳۸ کیلومتر مربع مساحت و ۲۶۲ نفر جمعیت دارد و ۶۵۱ متر بالاتر از سطح دریا واقع شده‌است.